# Werner Schachten
Werner Schachten (* 16. September 1954) ist ein ehemaliger deutscher Fußballspieler.

## Werdegang
Der Stürmer Werner Schachten spielte zunächst für den 1. FC Paderborn in der Verbandsliga Westfalen. Im Sommer 1976 wechselte er zum Bundesligisten VfL Bochum, spielte dort aber zunächst nur in der Amateurmannschaft. Er gab sein Profidebüt am 23. November 1979 bei der 1:3-Niederlage der Bochumer bei Bayer 04 Leverkusen. Es war das erste von drei Bundesligaspielen, in denen Schachten kein Tor gelang. Im Sommer 1980 verließ er Bochum mit unbekanntem Ziel.
Sein Sohn Sebastian Schachten wurde ebenfalls Fußballprofi und spielte für den SC Paderborn 07, Borussia Mönchengladbach, den FC St. Pauli sowie den FC Luzern, heute ist er sportlicher Leiter in Oldenburg.